# Confederazione italiana dei dirigenti e delle alte professionalità
La Confederazione italiana dei dirigenti e delle alte professionalità (CIDA) è una confederazione sindacale italiana fondata il 16 ottobre 1946 su iniziativa delle Federazioni dei dirigenti dell'industria, del credito, del commercio e delle assicurazioni. Il suo primo presidente è stato Giuseppe Togni. 

## Storia

### Anni '50
Nel 1957 CIDA entra nel Cnel. A livello internazionale nel 1951, insieme alle Confederazioni Francese e Tedesca costituisce la Confederazione Internazionale dei Dirigenti (CIC): la cerimonia inaugurale si tiene in Campidoglio alla presenza del Presidente della Repubblica Luigi Einaudi. 

### Anni '60
CIDA si apre al settore dirigenziale pubblico con la costituzione, nel 1962, della Federazione della Funzione Pubblica. Da questo momento CIDA estende la propria azione di rappresentanza a tutte le pubbliche amministrazioni ed è riconosciuta fra le Confederazioni sindacali maggiormente rappresentative.

### Anni '70
CIDA si interroga sul ruolo della dirigenza nella società in divenire: a novembre 1973, alla presenza del Presidente della Repubblica Giovanni Leone, presenta il manifesto “I dirigenti d'azienda nell'evoluzione della società”. Nel 1979 CIDA aggiorna le proprie strategie sindacali con il grande convegno nazionale “Per la società di domani”. Sempre nel 1979, è di grande rilevanza l'udienza concessa dal Presidente della Repubblica Sandro Pertini ai delegati partecipanti, al IX Congresso internazionale della dirigenza europea.

### Anni '80
La dirigenza, per il ruolo che ricopre, è fatta oggetto di azioni terroristiche: ricordiamo fra tutti Giuseppe Taliercio, il cui sequestro, e successiva uccisione, dà luogo ad una memorabile manifestazione a Mestre, che il 7 luglio 1981 vede, accanto a CIDA, tutte le rappresentanze delle forze del lavoro. Vere e proprie "mobilitazioni" della categoria si hanno al Teatro Eliseo di Roma nel giugno 1984, sotto il segno della "strategia della responsabilità" ed al Teatro nazionale di Milano con il titolo "la sfida dirigenziale" (24 novembre 1984). Sono in gioco il pluralismo, la certezza del diritto, l'ordine delle fonti, le libertà sindacali. Nel 1986 a CIDA, in una solenne cerimonia in Campidoglio, viene attribuito il “Premio della cultura”. Nell'aprile 1989, a conferma dell'importanza che l'Europa ha per i dirigenti, CIDA è socio fondatore della Confederazione dei dirigenti Europei, CEC.

### Anni '90
Nel 1993 CIDA negozia e sottoscrive il “Protocollo sul costo del lavoro” un accordo con cui, per la prima volta, si fissano alcune regole per un modello innovativo di relazioni industriali. Nel 1994 la Confederazione partecipa alle trattative che portano, nel 1995, alla riforma della previdenza. Nel 1997 CIDA ottiene incentivi per la riassunzione dirigenti disoccupati nelle PMI (art. 20 legge 266/97).

### Anni 2000
Sono gli anni dell'apertura alle alte professionalità ed a figure manageriali contigue alla dirigenza. Nel 2004 la Confederazione partecipa attivamente al negoziato sulla riforma previdenziale. Nel 2006, in occasione del 60° dalla fondazione, una delegazione viene ricevuta al Quirinale e consegna al capo dello Stato Giorgio Napolitano il “Codice Deontologico della Dirigenza” confermando l'impegno della categoria per lo sviluppo e il progresso civile ed economico del Paese in un contesto di trasparenza e di rispetto delle leggi. Nel 2009 CIDA firma il protocollo per la riforma degli assetti contrattuali.

### Oggi
In occasione delle elezioni politiche del 2011 CIDA rafforza il suo ruolo di parte Sociale lanciando il progetto “l'Italia che vogliamo”: le proposte dei manager per il Paese vengono presentate a tutti gli schieramenti a livello nazionale e territoriale. Nel novembre 2012 si tengono a Milano, alla presenza del Presidente del Consiglio Mario Monti, gli Stati Generali.
Successivamente amplia la propria area di rappresentanza con l'ingresso di CIMO (medici ospedalieri). 
Nel 2016, in occasione del 70° della propria costituzione, CIDA presenta al Presidente della Repubblica Sergio Mattarella il “Manifesto dei dirigenti europei”.
L'anno successivo la Confederazione partecipa alla costituzione della Fondazione Prioritalia cui è affidato il compito di promuovere, al di là delle logiche di Tutela sindacale, l'impegno civile e sociale della comunità manageriale. 
Nel 2018 AstraRicerche realizza per CIDA una ricerca tesa a rilevare la domanda di rappresentanza della dirigenza, alla luce dei cambiamenti in atto nel contesto economico-sociale. In parallelo, CIDA costituisce, in collaborazione con Adapt, un Osservatorio permanente sul management: l'obiettivo è quello di cogliere i segnali delle trasformazioni in divenire nel ruolo manageriale. L'Osservatorio dovrà essere in grado di recepire le esigenze avanzate dagli associati e al tempo stesso, fungere da piattaforma aggregativa capace di intercettare interesse e partecipazione verso il mondo della politica, delle istituzioni, della ricerca, della formazione, della cultura. 

## Finalità
CIDA è la Confederazione che associa le Federazioni rappresentative dei dirigenti e delle alte professionalità di tutti i settori produttivi, pubblici e privati. L'impegno di CIDA è quello di valorizzare il ruolo della dirigenza al di là dei prerequisiti di professionalità e competenza: responsabilità sociale, senso etico e trasparenza sono i valori che costituiscono i suoi tratti distintivi. La Confederazione trova indispensabile, per aumentare la competitività del Sistema Paese, puntare su una dirigenza pubblica e privata impegnate in modo sinergico e lungimirante. Contaminazione, reciprocità e accettazione del peso di cambiamenti complessi, sono le sfide che CIDA si è posta. 
Per CIDA il sindacalismo non si esaurisce nella contrattazione, ma è l'insieme di iniziative ed interventi che concorrono alla valorizzazione e tutela della categoria rappresentata ed al suo impatto con il mondo esterno: la categoria dirigenziale presente in ogni ambito socio-economico, pubblico e privato, costituisce quel livello fondamentale di governo del sistema che valuta, prepara, attua ed amministra le scelte di politica economica. 
Negli anni CIDA si è dimostrata essere un punto di riferimento della dirigenza, un soggetto di rappresentanza che esprime un'identità condivisa: tutte le azioni messe in campo sono state supportate dalla volontà di agire per rilegittimare socialmente il ruolo del dirigente, che dovrà essere percepito come portatore di visioni eque e concrete, non solo in azienda ma anche e soprattutto nella società.
Attraverso le sue Federazioni, aderiscono a CIDA 150.000 dirigenti e alte professionalità, in servizio e pensionati sia pubblici che privati. CIDA è presente con propri rappresentanti nel Cnel, in tutti i Comitati Regionali e Provinciali di Inps ed Inail e nelle maggiori Commissioni e Gruppi di lavoro istituiti presso i vari Ministeri (Commissione salute e sicurezza lavoro, Fondo lavoratori dipendenti, Comitato Sorveglianza PON Infrastrutture e Reti, Comitato Sorveglianza PON Ricerca e Innovazione, Comitato Sorveglianza PON Città Metropolitane, Fondo pensioni lavoratori dipendenti, ecc). La Confederazione è inoltre socia fondatrice della CEC European Managers Archiviato il 21 maggio 2017 in Internet Archive. (Confederazione Europea dei Manager) ed esprime un proprio rappresentante nel CESE (Comitato Economico e Sociale Europeo). 
CIDA è presente sul territorio con 20 Sedi Regionali. 

## Federazioni Associate
- Federmanager - Associazione che rappresenta manager e alte professionalità delle aziende produttrici di beni e servizi.
- Manageritalia - Federazione nazionale dei dirigenti, quadri ed executive professional del Terziario
- Federazione funzione pubblica
- Sindirettivo-CIDA - Sindacato del Personale direttivo della Banca d'Italia
- CIMO - Sindacato dei medici ospedalieri
- FENDA - Federazione nazionale dirigenti e quadri dell'agricoltura e dell'ambiente
- Federazione terzo settore sanità no profit
- FIDIA - Federazione Italiana Dirigenti Imprese Assicuratrici
- SAUR - Sindacato Autonomo Università e Ricerca
- Sindirettivo Consob - Sindacato del personale direttivo della Consob

## I Presidenti
| Periodo                         | Presidente          |
| ------------------------------- | ------------------- |
| 16 ottobre 1946 – febbraio 1970 | Giuseppe Togni      |
| febbraio 1970 – novembre 1975   | Costantino Bagna    |
| novembre 1975 – aprile 1976     | Aldo Poli           |
| aprile 1976 – marzo 1979        | Diego Vanoni        |
| marzo 1979 – aprile 1991        | Fausto D'Elia       |
| aprile 1991 – novembre 2002     | Gian Paolo Carrozza |
| novembre 2002 – marzo 2003      | Cesare Manfroni     |
| marzo 2003 – maggio 2006        | Giorgio Rembado     |
| maggio 2006 – luglio 2012       | Giorgio Corradini   |
| luglio 2012 – giugno 2015       | Silvestre Bertolini |
| giugno 2015 – marzo 2019        | Giorgio Ambrogioni  |
| marzo 2019 - giugno 2022        | Mario Mantovani     |
| giugno 2022                     | Stefano Cuzzilla    |